# Kau pora
La kau pora es una variedad de canoa propia de la Isla de Pascua (Chile), que forma parte de la cultura tradicional rapanui.
Para su fabricación se utilizan juncos de totora, que se amarran en fajos para conformar la canoa. Los juncos se obtienen principalmente en las canteras de los volcanes Rano Kau y Rano Raraku.
La kau pora se utiliza para actividades cotidianas, como la pesca con roca, y también, en celebraciones festivas, como la carrera realizada durante la fiesta Tapati. En esta competición participan grupos formados por seis integrantes de cada clan rival, que deben fabricar sus respectivas canoas para luego cruzar con ellas los 350 metros de diámetro de la laguna del cráter volcánico Rano Raraku.
Es similar en su fabricación al caballito de totora utilizado en Bolivia y Perú.